# Давид Дмитриевич Городецкий
Давид Дмитриевич Городецкий (?—1392) — князь городецкий (1382—1392), был женат на дочери великого князя литовского Ольгерда. Происходил из турово-пинской ветви Рюриковичей. Согласно легенде основал белорусский город Давид-Городок.

## Биография
В 1388 году присягнул на верность королю польскому и великому князю литовскому Ягайло.
26 апреля 1388 года Давид Дмитриевич вместе с другими литовскими князьями поручился перед Ягайло за Корибута Ольгердовича.
В 1392 году князья Михаил Евнутьевич, Василий Михайлович, Иван и Юрий Дмитриевичи и прочие князя поручились перед великим князем литовским Скиргайлом за Гридка Константиновича, возможно Иван и Юрий являлись его братьями. Умер в 1392 году.
Историк Ф. И. Леонтович считает Городецкую волость вотчиной Давида Дмитриевича и князей Ивана и Юрия. Передав главный центр удела Пинск Наримунту, другие русские князья смогли утвердиться в южных волостях Туровского уняжества и основать здесь новые уделы в Туровском и Городецком волостях и передавать их по наследству.
О нём и о его жене есть записи в Любецком синодике.

## Семья
Жена, Мария Ольгердовна, дочь Великого князя Литовского Ольгерда (1345—1377).
Их дети:
Митко (?—1440) — князь городецкий и туровский (после 1492—1440);
Владимир (?—1440) — сторонник Свидригайло, в летописи упоминается несколько раз в 1430-х годах.